# C.S.S.O.
C.S.S.O. (Abkürzung für Clotted Symmetric Sexual Organ) war eine japanische Grindcore-Band. Sie kombinierte Grindcore mit Einflüssen aus dem Psychedelic Rock und nannte ihren Stil selbst „Grind Rock“. Die Texte sind teilweise in Japanisch und teilweise in Englisch verfasst.

## Bandgeschichte
Die Gruppe wurde 1991 von Gitarrist Sumito Sekine (スミト, Sumito) und Bassist Takashi (カツヤマ, Katsuyama) in Tokio unter dem Namen Gastric Juice gegründet. Im folgenden Jahr stieß Narutoshi Sekine (ナルトシ, Narutoshi), der jüngere Bruder von Sumito Sekine, als Sänger zur Band und zeichnete in der Folge Zeit für das Songwriting verantwortlich. Die Gruppe benannte sich wenig später in Alternate Deadbody um. Im Jahr 1993 nahm die Band ihr erstes Demo auf, als Schlagzeuger half Junji von Maggoty Corpse aus. Kurz darauf benannte sich die Gruppe in C.S.S.O. um, die Abkürzung steht für „Clotted Symmetric Sexual Organ“. Ende des Jahres bot das deutsche Independent-Label Morbid Records der Gruppe einen Vertrag für eine Split-EP an. Diese erschien Anfang 1994. Mittlerweile war Makoto (ex-Euthanasia) fester Schlagzeuger geworden, und C.S.S.O. nahm eine Reihe von Sampler-Beiträgen auf. Schließlich erhielt die Band von Morbid Records einen Vertrag für ein vollständiges Album, das im August 1995 aufgenommen wurde und 1996 erschien. Schlagzeuger Makoto verließ die Gruppe 1996 und wurde durch Susumu (ヨシカワ, Yoshikawa) ersetzt, es folgte im August/September 1996 eine Europa-Tournee unter dem Namen Grind Over Europe gemeinsam mit Dead Infection und Haemorrhage. 1997 erschien bei Relapse Records die EP Diversion of Former Customary Trite Composition. Nachdem Schlagzeuger Susumu wegen mangelnden Interesses an Live-Auftritten die Band verlassen musste, kam 1998 Schlagzeuger Takeshi (トシマ, Toshima). Im Frühjahr 1999 fand die erste Tour von C.S.S.O. durch Lateinamerika statt. Im Jahr 2000 nahm die Gruppe ihr zweites Studioalbum Are You Excrements auf, das 2001 bei Morbid Records veröffentlicht wurde. 2002 gründeten Sumito und Narutoshi Sekine das kurzlebige Projekt Black Flower, Schlagzeuger Takeshi reformierte seine Band Butcher ABC, an der auch Narutoshi Sekine beteiligt war. Die letzte Bandveröffentlichung war 2003 eine Split-EP mit der spanischen Goregrind-Band Tu Carne, auf der Liveaufnahmen von C.S.S.O. aus dem Dezember 2002 enthalten waren. Seitdem gab es keine weiteren Veröffentlichungen oder Liveauftritte der Gruppe.

## Diskografie (Auswahl)
- Nagro Lauxes (Morbid Records, 1995)
- Live LP (Live-Album, 1998)
- Diversion of Former Customary Trite Composition (EP, Relapse Records, 1997)
- Grind Rock 2000!! (Live-Album, Obliteration Records, 2000)
- Are You Excrements (Morbid Records, 2001)
- Collection (Best of, Displeased Records, 2003)